# Anacampsis scintillella
Anacampsis scintillella é uma espécie de insetos lepidópteros, mais especificamente de traças, pertencente à família Gelechiidae.
A autoridade científica da espécie é Fischer von Röslerstamm, tendo sido descrita no ano de 1841.
Trata-se de uma espécie presente no território português.